# Moxies
MOXIES var en popgrupp i Varberg, Sverige som 1965 bestod av Sven Jönsson (gitarr), Staffan Wennerlund (sång) och Sigvard Ivarsson (bas). Under sommaren 1965 förekom Karl-Gustav Wallner (kompgitarr) emellanåt i bandet. Senare samma år hade Wallner ersatts av Karl-Henrik Weddig och Ivarsson av Hans-Åke Johansson. Bandet spelade företrädesvis engelsk popmusik och uppträdde främst på hemstadens olika scener som bland annat den  svenska västkustens pop-Mekka under 1960-talet: Beach Club (f d Sunds Restaurang på Getterön) och Nöjesparken, men spelade även på Burås ungdomsgård i Göteborg och arrangerade egna popgalor.
Bandet upplöstes hösten 1966 men återförenades tillfälligt 1981 för att göra en vinyl-LP som spelades in i Mountain Lion Studio, Varberg. Karl-Henrik Weddig, hade då tillfälligt ersatts av Bertil Lindqvist från 60-talsgruppen the Slackers, även den från Varberg.